# デスコア
デスコア (Deathcore) は、エクストリーム・メタルのサブジャンルで、メタルコアとデスメタルが融合した形式である。

## 特徴
デスコアは、近代のデスメタルのスピード、重さ、半音階へのアプローチ、重たいミュートのリフや不協和音に大きな影響を受けている。伝統的なデスヴォイスや叫び声も共通のものである。デスコアは、メタルコアと同様のブレイクダウンによって定義付けられる。

## 歴史
デスメタルとクロスオーバー・スラッシュの初期の融合はミシガン州のバンドリパルジョンによって試みられたが、一般にはニューヨークのデスメタルバンドであるサフォケイションやメリーランド州のダイイング・フィータスが、自身の音楽に不可欠な要素としてブレイクダウンを取り入れた最初のデスメタルバンドと見なされている。さらに、ストレート・エッジハードコア・パンクバンドのアース・クライシスはコンヴァージやヘイトブリードのように大部分デスメタルを模倣している。デスコアの登場前から、アブセスやアンシーン・テラーのようなバンドは、ハードコア・パンクとデスメタルの融合の概念としてこの用語を用いていた。ドイツのブラッドというバンドは1986年にDeathcoreというタイトルのデモ音源をリリースし、1987年にはブラッドと関係のある"Deathcore"という名前のバンドも結成されている。
デスコアはアメリカ合衆国南西部、特にアリゾナ州やカリフォルニア州で最も人気があり、多くのバンドや音楽祭が誕生している。

## 主なバンド
- A Different Breed of Killer
- ジ・アケイシャ・ストレイン
- アフター・ザ・ベリアル
- The Agony Scene
- All Shall Perish
- A Plea for Purging
- Animosity
- Attila
- Arsonists Get All the Girls
- アズ・ブラッド・ランズ・ブラック
- Asesino
- Bleed from Within
- ボーン・オブ・オシリス
- ブリング・ミー・ザ・ホライズン(初期)
- Burning Skies
- カーニフェックス
- Chelsea Grin
- The Concubine
- コンダクティング・フロム・ザ・グレイヴ
- The Crimson Armada
- クリプトプシー(2008年)
- Dance Club Massacre
- Dead Man in Reno
- Despised Icon
- Deviloof
- Elysia
- エンブレイス・ジ・エンド
- エミュア
- Eternal Lord
- Frontside
- Glass Casket
- ヘヴン・シャル・バーン
- Impending Doom
- / Infant Annihilator
- Job for a Cowboy(初期)
- Killwhitneydead
- King Conquer
- Knights of the Abyss
- Malefice
- Mendeed
- Molotov Solution
- Mortal Treason
- My Bitter End
- Nights Like These
- NOCTURNAL BLOODLUST
- Oceano
- Psycho Enhancer
- Rings of Saturn
- The Red Chord
- The Red Death
- The Red Shore
- Salt the Wound
- See You Next Tuesday
- Shot Down Sun
- Skinless
- Suffokate
- スーサイド・サイレンス
- Through the Eyes of the Dead
- Upon a Burning Body
- ベール・オブ・マヤ
- Vulvodynia
- Victim Of Deception
- Waking the Cadaver
- We Are the End
- We Butter the Bread with Butter
- ホワイトチャペル
- Winds of Plague
- Thy Art Is Murder
- ローナ・ショア